# Hoquet
Pour les articles homonymes, voir Hoquet (homonymie).
Pour l’article ayant un titre homophone, voir OK, Hockey et Hocquet.
En physiologie, le hoquet (/ʔɔkɛ/) ou la myoclonie phrénoglottique est un réflexe ventilatoire caractérisé par une succession de contractions inspiratoires spasmodiques, incontrôlables et involontaires des muscles inspiratoires (diaphragme, muscle intercostal externe, muscles scalènes et parfois les muscles intercostaux parasternaux et les muscles sterno-cléido-mastoïdiens) concomitante d'une inhibition des muscles expiratoires, suivies 35 ms plus tard d'une constriction (resserrement circulaire) de la glotte. L'arrivée d'air est alors freinée et a du mal à pénétrer dans la trachée et les poumons, ce qui provoque une incommodité et une vibration des cordes vocales, au niveau de l'épiglotte : le bruit glottal caractéristique du hoquet s'échappe().
Le plus souvent, le hoquet est momentané, banal et complètement inoffensif. Il touche l'ensemble de la population humaine, y compris le fœtus, et d'autres mammifères. Ce hoquet est le plus souvent lié à une dilatation de l'estomac, situé près du diaphragme, après un repas trop copieux ou ingurgité trop rapidement. 
Mais il peut, dans certains cas pathologiques, se prolonger et devenir nocif pour la santé. Le hoquet « chronique » peut ainsi s'étendre pendant plusieurs semaines ou plusieurs mois, voire plusieurs années, comme en témoigne le record de Charles Osborne, qui a hoqueté pendant 68 ans. Toutefois, ces situations sont très rares (une personne sur 100 000 est ou a été touchée par le hoquet « chronique »,) et sont, la plupart du temps, les conséquences d'une affection abdominale ou nerveuse.
Les médecins distinguent ainsi trois types de hoquets :
- le hoquet bénin, le plus fréquent, qui ne dure généralement que quelques minutes ;
- le hoquet persistant, qui dure plus de 48 heures ;
- le hoquet réfractaire, qui dure plus d'un mois.

## Étymologie
Le mot « hoquet » est apparu au début du XIVe siècle, d'après l'onomatopée hok, exprimant un bruit de coup. Cette même étymologie se retrouve dans la plupart des pays du monde : le mot est souvent construit à partir de la traduction écrite du bruit du hoquet, qui diffère selon la prononciation de la langue (hic pour hiccup en anglais, schluck pour schluckauf en allemand, ou encore nâc pour cái nâc en vietnamien). Le terme signifiait d'abord un choc ou un heurt, puis il prit sa définition courante au XVe siècle,,.
L'expression « myoclonie phrénoglottique »  est un synonyme (plutôt désuet) de hoquet dans le langage médical,.  Il est composé de plusieurs parties étymologiques. Le terme myoclonie est issu du grec mus, muscle et klonos, agitation. Le second terme est issu du grec phren, diaphragme et glottis, glotte. Ceci signifie littéralement « secousse musculaire brève et involontaire du diaphragme et de la glotte ».

## Historique
Dans Le Banquet de Platon, Aristophane ne peut discourir à cause d'un hoquet pour des raisons digestives, Éryximaque (littéralement : « celui qui combat le hoquet ») lui donne alors des remèdes pour l'arrêter,.
Galien, un médecin grec de l'Antiquité, affirma que le hoquet était provoqué par de violentes émotions de l'estomac, situé près du diaphragme. Au XVIe siècle, le médecin français Jean Fernel affirmait que le hoquet provenait d'un mouvement convulsif de l'estomac. En Angleterre, au XVIIe siècle, un médecin affirma que le hoquet était dû à une manifestation d'hystérie, bien que les explications physiologiques n'aient jamais été remises en question.
Au XXe siècle, la connaissance du hoquet a progressé notamment grâce aux découvertes en neurophysiologie, permettant ainsi de mettre en évidence que le diaphragme n'est pas le seul muscle à intervenir dans le phénomène. La première étude physiologique rigoureuse chez l'homme date de 1970. Le phénomène n'est cependant pas entièrement expliqué de nos jours. Le record du hoquet le plus long connu à ce jour est détenu par Charles Osborne, qui hoqueta sans interruption pendant 68 années, de 1922 à 1990.
En 2006, Francis M. Fesmire (en), de l'université du Tennessee, a reçu, en médecine, le prix Ig Nobel pour son rapport d'étude clinique sur l'arrêt des hoquets chroniques par toucher rectal (« calmant » ainsi le nerf vague).

## Description
La survenue imprévisible du hoquet et la rareté des formes chroniques rendent son étude difficile. Le système d'organes humains « touché » par le hoquet est principalement le système respiratoire,.

### Fonctionnement normal

Diaphragme.

- Au moment de l'inspiration, le diaphragme, le principal muscle ventilatoire qui forme une sorte de coupole aplatie et qui sépare le thorax de l'abdomen, se contracte, s'abaisse et les poumons se remplissent d'air. À l'inverse, au moment de l'expiration, le diaphragme se relâche, se relève et fait pression sur les poumons qui se vident d'air.

- La glotte, correspond aux cordes vocales situées au-dessous de l'épiglotte, au bout de la trachée. Elle s'ouvre quand on inspire ou on expire pour conduire l'air de la bouche aux poumons. Autrement, elle se ferme quand on avale, pour éviter que la salive ou les aliments, qui vont vers l'œsophage, n'entrent dans les poumons par la trachée.

### Fonctionnement du hoquet

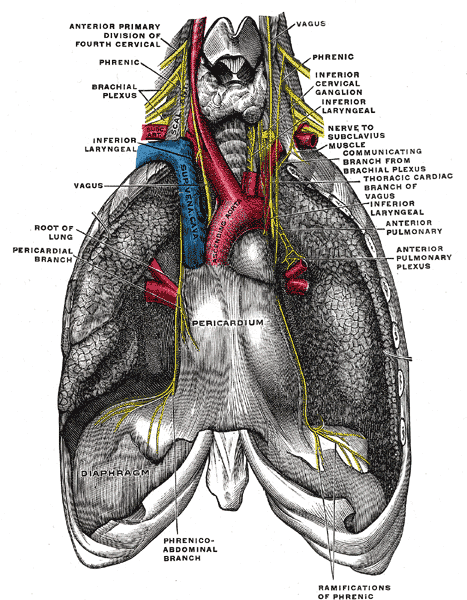
Les deux nerfs phréniques, à gauche et à droite du pharynx, descendent jusqu'au diaphragme où ils se divisent en différentes ramifications. Les nerfs vagues (nerfs pneumogastriques) se trouvent à proximité.

#### Description

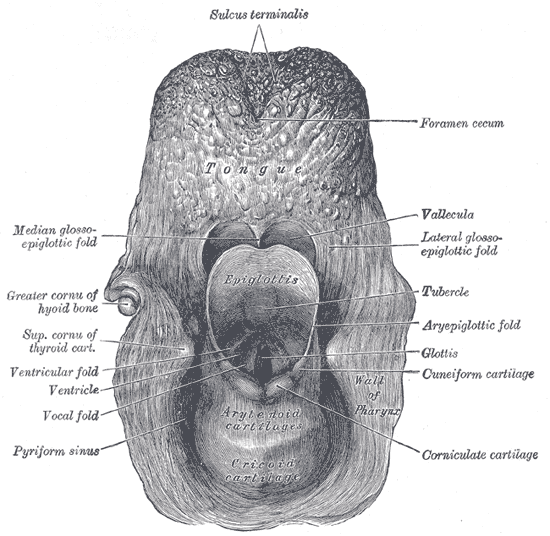
Vue de l'entrée du larynx, où se trouve la cavité de l'épiglotte qui renferme la glotte, un « petit clapet » permettant de fermer et ouvrir le « passage » aux poumons (trachée) et qui conserve les cordes vocales.

Le hoquet est une décharge brusque (contraction imprévue) des muscles inspiratoires, isolée ou en salves. Les muscles concernés sont principalement le diaphragme (parfois un seul hémi-diaphragme), les muscles intercostaux et d'autres muscles ventilatoires inspiratoires accessoires. La partie supérieure de la cage thoracique subit un mouvement ascendant, tandis que le diaphragme s'abaisse provoquant une voussure abdominale.
La décharge inspiratoire peut durer jusqu'à 0,5 seconde, toutefois la glotte se ferme très rapidement, environ 35 millisecondes après la contraction du diaphragme, et environ 60 millisecondes avant le pic de contraction. La fermeture de la glotte peut être plus ou moins complète, causant le « hic » du hoquet. L'air ne passe plus dans la trachée et fait vibrer les cordes vocales, provoquant ainsi le bruit guttural caractéristique.
Avec cette fermeture glottique, le hoquet représente un cas particulier de mise en jeu musculaire, dans un ordre et une hiérarchie de contractions différentes de l'inspiration normale. La contraction des intercostaux est synchrone de celle du diaphragme, mais celle des interchondraux (portion interne des premiers intercostaux) est déphasée de 50 à 100 millisecondes plus tard. On ne retrouve pas de lien temporel systématique avec d'autres muscles accessoires.
La fréquence du hoquet est très variable, entre 15 et 60 par minute. Il semble que l'amplitude soit en rapport inverse avec la fréquence (les hoquets les plus sonores seraient les plus lents).

#### Innervation
Ces contractions sont liées à l'irritation d'un nerf phrénique ou d'un nerf vague qui innervent le diaphragme. 
Le diaphragme reçoit deux nerfs, provenant du plexus nerveux cervical, appelés (nerf phrénique droit et nerf phrénique gauche), et responsables des contractions et des relâchements du diaphragme. Il existe également deux nerfs crâniens qui passent près du diaphragme, appelés nerfs vagues (ou nerfs pneumogastriques). Ils sont responsables de la digestion, de la phonation et de la fréquence cardiaque. Ce sont les nerfs crâniens les plus étendus. Les origines de la stimulation de ces nerfs sont très nombreuses, suivant le type du hoquet.

#### Signification
Le hoquet se superpose à la ventilation pulmonaire normale.  C'est un réflexe involontaire mettant en jeu le tronc cérébral, à la contraction inspiratoire, il associe une inhibition transitoire des muscles expiratoires, ainsi qu'une inhibition de la motricité de l'œsophage durant le hoquet. Ce serait un réflexe plus digestif que ventilatoire, même si son expression est surtout thoracique. Il est fréquent à la naissance et disparait progressivement ensuite.
Le hoquet n'a pas de fonction protectrice ou utilité connues, contrairement à l'éternuement, au vomissement, ou au gaz par exemple. Tout au plus, sur le plan pratique, il pourrait servir de signal lors de la plénitude gastrique.

## Les différents types de hoquets, leurs causes et leurs conséquences

### Le hoquet bénin
Le hoquet bénin est le plus courant des types de hoquet. Il est banal, bref et intermittent : il ne dure que quelques minutes, parfois même que quelques secondes.

#### Causes

Position du diaphragme (2) et de l'estomac (3) chez l'Homme

Il existe des causes nombreuses et diverses au hoquet. Ainsi, il est difficile d'identifier quelle est l'origine exacte de chaque hoquet.
Les causes sont souvent liées au mode de vie, la majorité sont d'ordre digestif :
- distension de l'estomac (l'origine la plus courante du hoquet) :
quand l'estomac est rempli d'air ou de liquide, il se dilate, et provoque des irritations au nerf phrénique et donc au diaphragme, proches de lui.
La distension de l'estomac peut être provoquée par un repas trop copieux, ou ingurgité trop rapidement.
Il peut être aussi provoqué par l'aérophagie (avaler de l'air en mangeant), une absorption excessive de boissons gazeuses ou alcoolisées (ces dernières neutralisent également les inhibiteurs naturels du hoquet, au niveau du cerveau, excitant aussi le nerf phrénique), un repas trop chaud ou trop froid ;
- changement brusque de la température :
il peut être provoqué en absorbant un liquide très froid ou très chaud, ou en changeant de pièces de températures très différentes.
Ce changement brusque rend alors le nerf phrénique hypersensible ;
- tabagisme excessif (plus de dix cigarettes par jour) :
le tabac provoque l'excitation du nerf phrénique, ce qui favorise le hoquet et entraîne la toux qui irrite aussi le diaphragme ;
- causes psychologiques :
le hoquet peut être lié à des changements d'humeurs, au stress ou à une émotion forte. Chez les enfants, le hoquet peut surgir après ou pendant une crise de pleurs ;
- rire ou toux, qui irritent le diaphragme ;
- stimulation extérieure du diaphragme, par des chatouilles abdominales ;
- grossesse ;
- il peut également être déclenché par un sevrage aux opioïdes.

#### Conséquences
Le hoquet bénin est complètement inoffensif. Toutefois, il est préférable de consulter un médecin s'il est trop fréquent.
Le hoquet bénin provoque parfois une petite douleur au niveau de l'épiglotte et une sensation d'inconfort. Il peut être handicapant pour manger, boire ou communiquer.

### Hoquet persistant et hoquet réfractaire
Le hoquet chronique, persistant ou réfractaire, sont les deux types de hoquet les plus rares (un individu atteint sur 100 000). Ce sont des hoquets chroniques (ou des hoquets rebelles). Ils sont délétères et considérés comme des maladies (non contagieuses).
La consultation d'un médecin est nécessaire.
On distingue :
- le hoquet persistant qui  dure plus de 48 heures ;
- le hoquet réfractaire qui dure plus d'un mois, parfois plusieurs années.

Les personnes âgées (plus de 50 ans) sont la tranche d'âge la plus atteinte par le hoquet chronique.

#### Causes
Le hoquet persistant ou le hoquet réfractaire sont dans 90 % des cas dus à des causes pathologiques ou digestives : ils sont généralement liés à certaines maladies qui peuvent provoquer l'irritation du nerf phrénique ou du nerf vague.[réf. nécessaire]
Le hoquet peut donc devenir un signe. Lorsqu'une personne est atteinte d'un hoquet chronique, des tests sanguins et toutes sortes d'autres examens doivent être effectués pour permettre de déceler, par exemple, un diabète ou une insuffisance rénale.
Il existe une multitude de causes, du fait que le nerf pneumogastrique et le nerf phrénique, les responsables du hoquet, passent à de nombreux endroits dans le corps. On trouve ainsi des situations étonnantes : d'après l'expérience d'un médecin, un de ses patients, un homme âgé de 27 ans, avait été atteint de hoquet persistant à cause de poils qui frottaient le tympan : une fois ces poils enlevés, le hoquet avait disparu,.
Voici les cas les plus courants :
| Trouble abdominal (voir abdomen)                | - Reflux gastro-œsophagien - Cancer de l'œsophage : sur 99 patients étudiés atteints du cancer de l'œsophage, 27 % se plaignaient de hoquets trop fréquents. - Tumeur au thorax - Affections abdominales - Pancréas - Estomac - Vésicule biliaire - Intestin - Œsophage (œsophagite : inflammation à l'œsophage) - Infarctus - Abcès sous le diaphragme - Hernie hiatale - Dilatation de la rate - Chirurgie abdominale |
| Affection du système nerveux                    | - Maladie de Parkinson - Tumeur - Hémorragie - Thrombose cérébrale |
| Cause toxique ou métabolique (Voir métabolisme) | - diabète - Insuffisance rénale - Alcoolisme |
| Causes infectieuses                             | - Grippe - Méningite - Pharyngite - Laryngite - Pneumonie - Pleurésie - Bronchite aiguë |
| Autres                                          | - traitements médicamenteux corticoïdes (23 %), psychotropes (15 %, principalement les antidépresseurs non imipraminiques) neurologiques (13 %, principalement les médicaments dopaminergiques antiparkinsoniens), antibiotiques (12 % : bêta-lactamines, macrolides, fluoroquinolones), cardiologiques (7 %, surtout les digitaliques), antalgiques (6 %, surtout opiacés), anti-inflammatoires non stéroïdiens (6 %) ; certains tranquillisants[réf. nécessaire] : ex. : benzodiazépines (alprazolam, diazépam (Valium), Librium) - Chimiothérapie : 30 % des patients souffrent du hoquet comme effet secondaire du traitement (société américaine du Cancer) - Anesthésie générale - Antécédents familiaux |

#### Conséquences
Le hoquet peut avoir plusieurs conséquences,.
Le hoquet chronique est considéré comme une maladie grave. 
Il est très handicapant pour dormir, respirer, boire et manger et pour toutes les activités impliquant la bouche ou la ventilation (se brosser les dents, jouer d'un instrument à vent, etc.).
Il entraîne à long terme des insomnies, des troubles ventilatoires, des troubles alimentaires et une déshydratation qui provoquent un épuisement et un affaiblissement considérable. De plus, il peut avoir des répercussions sur la communication et la vie sociale. Le hoquet peut vite agacer l'entourage du malade et venir à bout de certaines relations, pouvant entraîner une dépression du malade…
Il peut dans le pire des cas, si aucune mesure n'est prise (ou trop tardivement) entraîner un décès.

#### Traitement
Divers traitements ont été proposés,.
La plupart des hoquets chroniques résultent de maladies. Le meilleur moyen de stopper promptement le hoquet est alors d'entreprendre un traitement pour guérir la maladie responsable du hoquet.
Pour le reste des cas (ou pour diminuer la fréquence du hoquet), il existe deux groupes de méthodes : physiques et médicamenteuses. Les méthodes physiques sont les plus répandues. La majorité des recettes populaires efficaces reposent sur l'observation que les hoquets sont rares en inspiration forcée, d'où le principe de l'apnée en inspiration forcée maximum (fermer la bouche et se boucher le nez, boire un grand verre d'eau, etc.). 
Il existe aussi un grand nombre de recettes empiriques prétendant agir sur l'arc réflexe du hoquet. Après l'enthousiasme initial qui accompagne toute nouveauté, aucune n'a fait l'objet d'une évaluation rigoureuse. En 2013, les données de qualité restent insuffisantes pour émettre des recommandations sur le traitement physique ou médicamenteux du hoquet persistant
| Méthodes physiques             | - Correction des troubles métaboliques : diminuer la consommation d'alcool, de cigarettes, etc.[réf. nécessaire] - Lavage gastrique[réf. nécessaire] - Excitation physique de la paroi du pharynx grâce à une sonde « naso-gastrique » à laquelle on fait subir quelques balancements[réf. nécessaire] - Stimulation galvanique du nerf phrénique grâce à des électrodes placées à la base du cou[réf. nécessaire] - Dilatation de l'œsophage[réf. nécessaire] - La manœuvre dite « de Terrapon » (consiste à effectuer une manœuvre de Valsalva après un inspirium complet durant plusieurs secondes, suivant la fréquence du hoquet) [réf. nécessaire] |
| Médicaments (Voir médicaments) | - Médicaments (anticonvulsivants, relaxants musculaires, antidépresseurs) - baclofène efficace dans 75 % des cas - Scopolamine - Amphétamines - Prochlorpérazine - Chlorpromazine - phénobarbital - Narcotiques - Métoclopramide - Plantes médicinales (phytothérapie) - Aneth odorant (calmant)[réf. nécessaire] - Anis vert (antidépresseur)[réf. nécessaire] - Estragon (relaxant musculaire)[réf. nécessaire] |

Plus un hoquet est ancien, plus il est difficile à traiter et plus il a tendance à récidiver après guérison.
Anecdotiquement, le Massage rectal digital peut faire cesser un hoquet[réf. nécessaire]

## Manifestation et fréquence
Le hoquet est un phénomène banal qui touche l'ensemble de la population, y compris le fœtus dans le ventre de sa mère, et certains animaux. Les bébés et les hommes sont plus atteints que les adultes et les femmes.

### Hoquet chez le fœtus
Des ultrasons ont permis de démontrer que les fœtus commencent à hoqueter deux mois après le début de la grossesse, dans l'utérus, avant que tous les mouvements ventilatoires apparaissent.
Des hypothèses prétendent que les mouvements du hoquet chez le fœtus prépareraient les muscles ventilatoires du bébé pour respirer après sa naissance. D'autres avancent que les mouvements empêcheraient le liquide amniotique d'entrer dans les poumons, mais ces derniers sont étanches. De plus, les fœtus présentent aussi des mouvements d'allure ventilatoire normale, distincts des hoquets.
La persistance ex utero serait (hoquet chez l'enfant ou l'adulte), en quelque sorte, une relique de ces réflexes primitifs mais on n'explique pas alors que le fœtus présente des mouvements d'allure ventilatoire normale.

### Hoquet chez le bébé

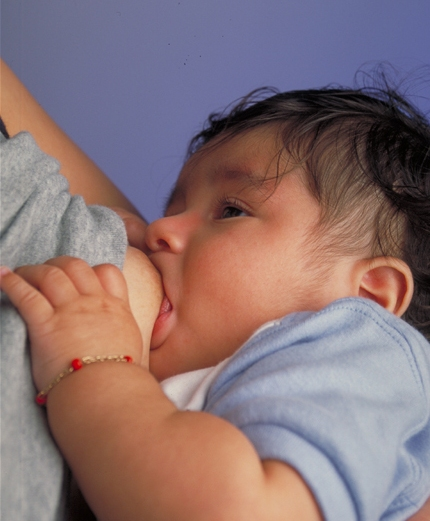
Il arrive souvent que le nourrisson attrape le hoquet après ses tétées pendant lesquelles il avale de l'air (aérophagie).

Le hoquet peut être très fréquent chez un bébé, et peut durer jusqu'à une demi-heure. Mais comme l'enfant ou l'adulte, le hoquet passager n'est ni dangereux, ni douloureux. Il n'est pas non plus le symptôme ou le signe d'une maladie.
Le hoquet arrive plus fréquemment chez un bébé que chez un adulte car un bébé mange ou boit en général trop vite, avec avidité, provoquant ainsi la dilatation de l'estomac, puis l'irritation du nerf phrénique.
Pour empêcher le hoquet, il faut alors éviter que le bébé prenne trop vite sa tétée ou son repas, en faisant des petites interruptions et en mangeant dans une atmosphère détendue et calme.
Contrairement à l'idée reçue, même s'il arrive plus fréquemment chez l'enfant, le hoquet ne fait pas grandir, et la croissance n'est pas une cause du hoquet.

### Manifestations chez les autres animaux
Des scientifiques ont observé le hoquet chez le rat, le lapin, les furets ou encore le chat. Il semblerait néanmoins que seuls les mammifères en fassent l'expérience.

### Fréquence
La fréquence du hoquet est très variable. Le nombre de « hics » peut ainsi varier de deux à soixante par minute.
Ordinairement, pour un hoquet bénin, la fréquence se trouve autour de 6 hics à la minute.

## Origine évolutive

### Allaitement
Certaines scientifiques pensent que le hoquet a évolué en même temps que d'autres réflexes développés chez les mammifères qui leur permettent de coordonner la tétée et la respiration. Le hoquet n'existe que chez les mammifères, et est plus fréquent chez les nourrissons, et est moins fréquent chez les mammifères adultes. Le hoquet pourrait avoir pour fonction de permettre à l'air emprisonné dans l'estomac des nourrissons de s'échapper, permettant ainsi l'ingestion d'une plus grande quantité de lait. L'hypothèse suggère que la bulle d'air dans l'estomac stimule le membre sensoriel du réflexe au niveau des récepteurs dans l'estomac, l’œsophage et le long du diaphragme. Cela déclenche le hoquet, qui crée une aspiration dans la poitrine, tirant l'air de l'estomac vers le haut et l'expulsant par la bouche, ce qui fait roter l'animal. Cette théorie est soutenue par la forte tendance des nourrissons à avoir le hoquet, la composante du réflexe qui supprime le péristaltisme dans l'œsophage, et l'existence du hoquet uniquement chez les mammifères c'est-à-dire les animaux qui boivent du lait.

### Origine plus ancienne

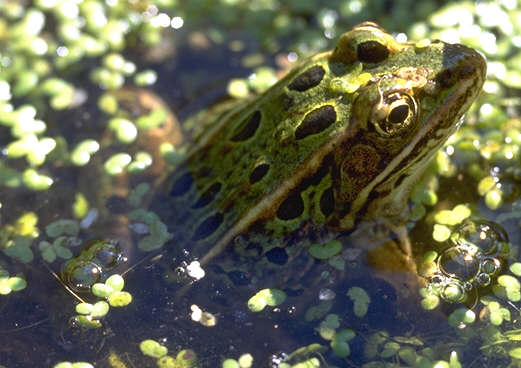
Le système ventilatoire de la grenouille est-il lié au hoquet ?

Une équipe de chercheurs français, de l'hôpital de la Salpêtrière à Paris, a suggéré en 2003 que le hoquet puisse avoir une origine évolutive, en particulier parce qu'on suppose l'existence d'un ancêtre aquatique commun aux animaux terrestres. Cet ancêtre hypothétique aurait possédé des branchies et une glotte, et aurait été capable de respirer à la fois sous l'eau et hors de l'eau à l'instar des amphibiens actuels. Pour respirer dans l'eau, ces derniers poussent l'eau à travers leurs branchies tout en fermant la glotte pour empêcher l'eau d'entrer dans leurs poumons, la respiration branchiale du têtard ayant ainsi une homologie avec le hoquet et une analogie avec la tétée des nouveau-nés. D'après les chercheurs, le hoquet serait alors apparu en même temps que la disparition des branchies chez les animaux terrestres, étant la rançon d'un processus évolutif qui permet au mammifère nouveau-né de s'alimenter,.

Ce sont les nerfs hérités des poissons et qui vont du cerveau au diaphragme qui lorsqu'ils sont irrités, déclenchent le hoquet. Le hoquet correspond à une fermeture de l'entrée de la trachée, une action qui est elle-même une conséquence des amphibiens qui respirent à la fois avec leurs poumons et leurs branchies.

## Symbolisme et culture
- Le hoquet chronique est le sujet principal de l'album La Frousse aux trousses, des aventures de Spirou et Fantasio.
- Mr. Hiccup est une série animée pour enfants réalisée en Italie, écrite par le réalisateur Guido Manuli et dessinée par Bruno Bozzetto en 1983. Le dessin animé en 39 épisodes de moins de cinq minutes décrit l'histoire de M. Hiccup, un petit homme avec une vie normale, un travail normal et une maison normale mais avec un hoquet chronique qui le fait sursauter de manière inattendue, générant ainsi des situations comiques[43],[44].

## Images

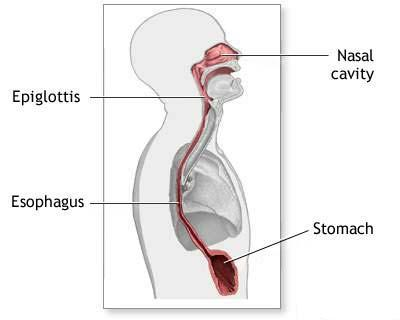
Schéma montrant la position du diaphragme par rapport à l'estomac.
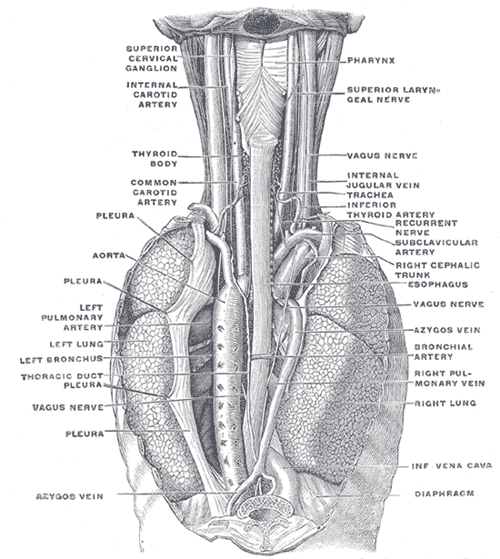
Illustration (Gray's Anatomy) de l'appareil respiratoire.
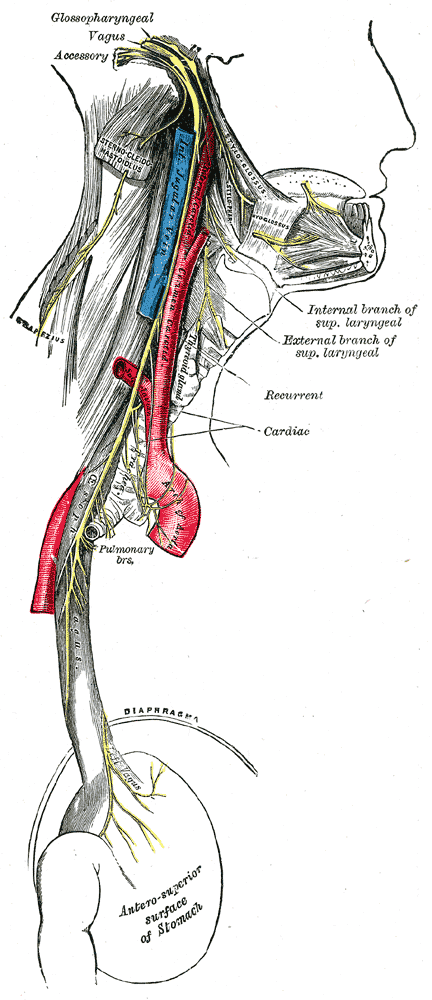
Illustration (Gray’s Anatomy) du trajet du nerf vague dans le corps humain.
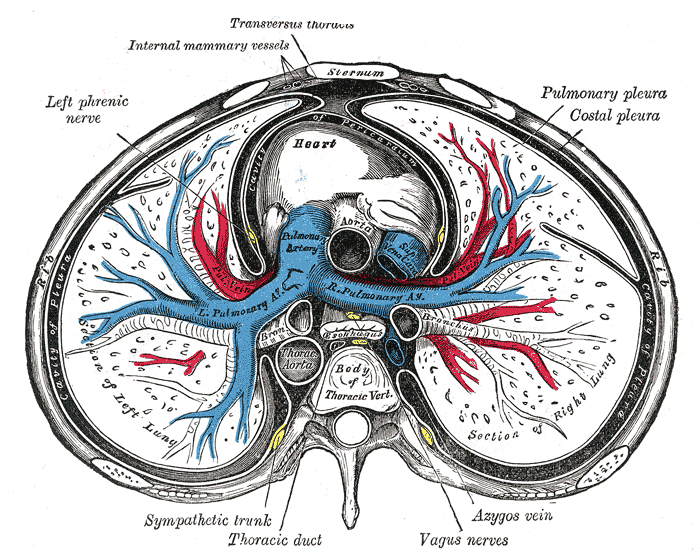
Illustration (Gray’s Anatomy) représentant une coupe du médiastin.